# Series pastorum

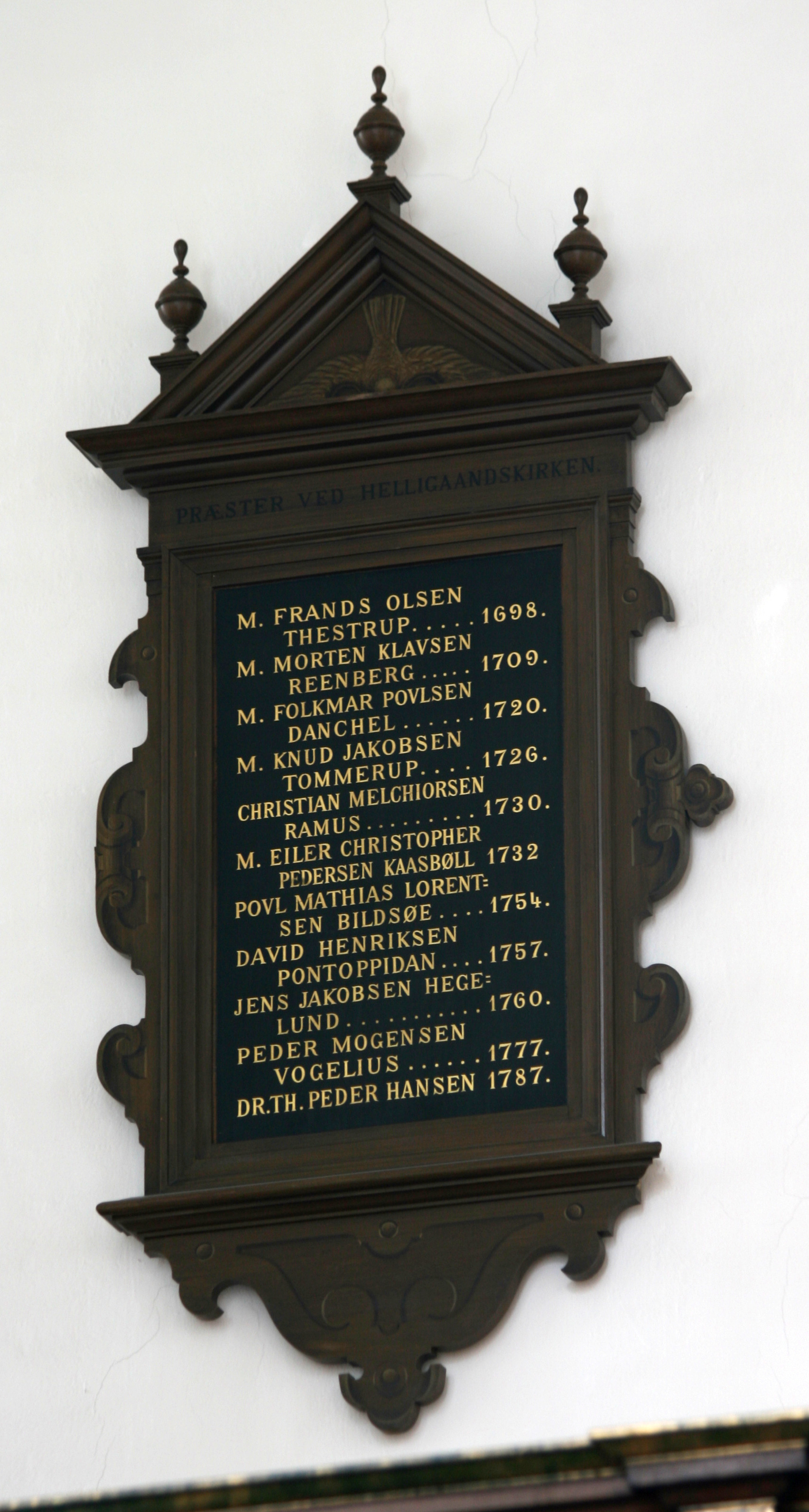
Series pastorum i Helligåndskirken i Köpenhamn.

En series pastorum är en lista över de präster som tjänstgjort genom tiderna i en församling. Den kan läsas i vissa kyrkböcker men ofta även på en tavla i församlingens kyrka. Vanligen medtas bara den präst som har den högsta befattningen i församlingen (tjänstgörande kyrkoherde eller komminister) så församlingens övriga präster får man söka i andra källor.